# Pseudoathyreus flavohirtus
Pseudoathyreus flavohirtus là một loài bọ cánh cứng trong họ Geotrupidae. Loài này được Walker miêu tả khoa học năm 1871.